# Tiger Point (Florida)
Tiger Point es un lugar designado por el censo ubicado en el condado de Santa Rosa en el estado estadounidense de Florida. En el Censo de 2010 tenía una población de 3.090 habitantes y una densidad poblacional de 325,7 personas por km².

## Geografía
Tiger Point se encuentra ubicado en las coordenadas 30°22′44″N 87°3′31″O / 30.37889, -87.05861. Según la Oficina del Censo de los Estados Unidos, Tiger Point tiene una superficie total de 9.49 km², de la cual 3.64 km² corresponden a tierra firme y (61.64%) 5.85 km² es agua.

## Demografía
Según el censo de 2010, había 3.090 personas residiendo en Tiger Point. La densidad de población era de 325,7 hab./km². De los 3.090 habitantes, Tiger Point estaba compuesto por el 94.6% blancos, el 0.84% eran afroamericanos, el 0.19% eran amerindios, el 1.94% eran asiáticos, el 0.42% eran isleños del Pacífico, el 0.32% eran de otras razas y el 1.68% pertenecían a dos o más razas. Del total de la población el 3.4% eran hispanos o latinos de cualquier raza.